# ジョン・シャーマン・クーパー
ジョン・シャーマン・クーパー（英語: John Sherman Cooper, 1901年8月23日 - 1991年2月21日）はアメリカ合衆国の政治家、上院議員（ケンタッキー州選出、1946年 - 1949年, 1952年 - 1955年, 1956年 - 1973年）。駐インド・ネパール大使（1955年 - 1956年）、駐ドイツ民主共和国（東ドイツ）大使（1974年 - 1976年）。所属政党は共和党。

## 生涯
ケンタッキー州プラスキ郡のサマセットに生まれる。ダンビルのセンター大学で学んだ後、イェール大学に転学する。イェールではバスケットボール・チームのキャプテンで、スカル・アンド・ボーンズのメンバーでもあった。1923年に彼は「most likely to succeed」に選出された。
ハーバード・ロー・スクールに進学したが、父親の死と残された借金のために1925年に自主退学した。父親の負債を引き受け、続く25年間で借金を全て返済し、6人の兄弟に大学に進学させた。彼は司法試験に合格し、1928年に法律実務を認められた。

## 参照
- Encyclopedia of Kentucky. New York, New York: Somerset Publishers. (1987). pp. 139. ISBN 0403099811